# Villarmental
Villarmental (en asturiano y oficialmente Viḷḷarmental) es una parroquia del concejo de Cangas del Narcea en el Principado de Asturias, España.